# Арох, Арье
Арье Арох (ивр. אריה ארוך‎; 1908, Российская империя — 15 октября 1974, Израиль) — израильский художник и дипломат, уроженец Харькова бывшей Российской империи (в настоящее время территория Украины). Работы Арье Ароха были созданы под влиянием поп-арта в сочетании с абстрактным искусством. Кроме того, многие исследователи отмечали его новаторский подход к истории израильского искусства и еврейской традиции, нашедшей отражение в его творчестве. Свободный стиль художественных произведений Ароха оказал влияние на творчество ряда художников, таких как Рафи Лави, Авива Ури и других. Израильский искусствовед Сара Брейтберг-Сэмель в своей статье «Агриппас против Нимрода» (1988) определила творчество Ароха как модель для разработки концепции нового израильского искусства и назвала его картину «Улица Агриппас» образцом национальной израильской живописи. В 1971 году Арье Арох стал лауреатом Государственной премии Израиля в области живописи.

## Биография

### Юные годы
Арье Арох (имя при рождении — Лёва Ниселевич) родился в ноябре 1908 года в городе Харьков бывшей Российской империи (в настоящее время Украина). Он был младшим из трёх детей в семье Ривки-Шуламит Брандт и Хаима Ниселевича. В то время территория Харькова находилась за пределами черты оседлости Российской империи.
Его отец, Хаим Ниселевич, был преуспевающим торговцем и принимал активное участие в политической сионистской деятельности, имевшей место в России. Кроме того, он принимал участие в создании гимназической системы образования «Тарбут». Родители дали Арье светское образование, включавшее уроки музыки, литературы и поэзии. В детстве он много рисовал. Арох рассказывал в интервью, что первые картины он начал рисовать древесным углём в возрасте шести лет. Некоторые из этих рисунков были представлены в экспозиции Харьковского музея. Есть они и в экспозиции известного израильского музея Мане Каца.

### Эрец-Исраэль, 1924—1934 гг.
В 1924 году Лёва Нислевич вместе с родителями и сестрой репатриировался в Эрец-Исраэль, в то время как его старший брат оставался в России. В 1925—1926 гг. он изучал искусство в школе «Бецалель». Его друзьями стали Авигдор Стемацкий, Моше Кастель, Циона Тагер, Иезекииль Штрайхман и другие. Среди преподавателей были художник Шмуэль Бен-Давид, художник по эмали Аарон Шауль Шор и Яков Айзенберг, в мастерской которого Лёва Ниселевич создавал декоративные керамические плитки. Кроме того, он подружился с художником Хаимом Гликсбергом, который научил его искусству масляной живописи.
В 1926 году Ниселевич учился в гимназии «Герцлия» в Тель-Авиве. Там он получил прозвище «Арох» (в переводе на русский — «длинный»), присвоенное ему из-за высокого роста. Это прозвище, в конечном итоге, было принято им в качестве фамилии. В 1929—1930 гг. Арох изучал архитектуру в Технионе. В 1932 году он непродолжительное время учился в студии, открытой Иосифом Зарицким. Кроме того, он стал членом Ассоциации художников и скульпторов и принял участие в её общей выставке.
После смерти отца в 1932 году по проекту Ароха был создал памятник на кладбище Трумпельдор, на котором был выгравирован отрывок из стихотворения Давида Шимони, учителя Ароха в гимназии «Герцлия». В 1934 году умерла его мать, Ревекка-Шуламит.

### Париж — Эрец-Исраэль — Амстердам, 1934—1939 гг.
В 1934 году Арье Арох уехал в Париж для обучения в Академии Коларосси. Кроме занятий в академии он взял несколько уроков кубизма у художника Фернана Леже. На картине Ароха «Интерьер со стулом» (1935), написанной во время его пребывания в Париже, изображён синий интерьер, выполненный в технике быстрых мазков кистью, с красным креслом в центре, на котором разложена одежда. Стиль этой картины, характерный для работ Ароха, созданных в эти годы, иллюстрирует влияние умеренного экспрессионизма художников «парижской школы», таких как Хаима Сутина, Марка Шагала и Мане-Каца. Даже в картине «Портрет», написанной в 30-е годы XX века, Арох использовал технику выразительных мазков, чтобы сформировать меланхоличный образ. В отличие от стиля других художников, стиль Ароха не выходил за рамки художественного изображения, а его выразительная техника не использовалась для создания абстрактных элементов.
По возвращении в Израиль, в 1936 году, Арох работал геодезистом. Он женился на Элен Албек (Алрай), с которой познакомился на корабле по пути из Парижа, но этот брак был непродолжительным. Что касается творчества, то Арох продолжал работать под влиянием «парижской школы». Он принял участие в групповой выставке в Тель-Авивском музее и создал декорации для спектакля «Белый круг» (1936) (обработка японской легенды Фредериком Любэ для театра «Палатка») и спектакля «Охранники» (1937) (постановка Овера Хадни, театр «Габима»).
В 1938—1939 гг. он жил в Амстердаме. В его картинах этого периода, таких, как например, «Натюрморт, ваза и цветы» (1938), заметно влияние энергичной манеры владения кистью Винсента Ван Гога. На картине «Из окна» (1938), например, Арох изобразил пейзаж голландского города, увиденный им из окна. В этой и других работах Арох использовал подчёркнуто продолжительные и широкие линии, чтобы разделить композицию геометрически и плоскостно. 21 января 1939 года в галерее «Санта Ландвер» в Амстердаме открылась персональная выставка Ароха. Выставка была освещена в статьях местной прессы, в которых было отмечено влияние «парижской школы» на его творчество.

### Тель-Авив, 1939—1948 гг.
В 1939 году он вернулся в Тель-Авив и представил свою персональную выставку в галерее «Кац», содержащую подборку произведений, созданных в Амстердаме. В произведениях 40-х годов Арох продолжал использовать стиль живописи, сформулированный в Голландии; композиции этого периода характеризуются тенденцией чётких геометрических распределений. В эти годы Арох создавал, в основном, пейзажи. В начале десятилетия Арох создал множество пейзажей в Зихрон-Яакове и Хайфе, где он пробыл с перерывами в период 1942—1946 гг., как часть срока службы в британской армии. Кроме того, он создавал костюмы для первого военного оркестра Эрец-Исраэль, потребность в которых резко возросла в 1942—1943 гг.
В течение первой половины десятилетия произведения Ароха были представлены на разнообразных групповых выставках в «Габиме». Участвовавший в восьмой выставке, состоявшейся в декабре 1942 года в «Габиме», Хаим Гамзу особо отметил использование Арохом цвета и влияние Ван Гога на его творчество. После этой выставки Арох стал лауреатом премии для молодых художников имени Меира Дизенгофа. в 1943 году он женился на Деборе Кениг. После окончания службы Ароха в армии, в 1946 году, пара поселилась в квартире на улице Ха-Яркон 120, в Тель-Авиве, где Арох устроил небольшую студию во дворе.
В 1947 году работы Ароха были представлены на выставке «Ха-Шива» в Тель-Авивском музее. Было представлено десять работ, в том числе такие картины, как «Мужчины на променанде» (1943) и другие пейзажи. В «Эвиген Кольб» были опубликованы благоприятные отзывы о его картинах и описан переход в творчестве от живописи постимпрессионизма к тенденции схематичного пейзажного стиля с использованием геометрических форм кубизма. Это заметно также в ранних работах Ароха, таких как «Красный автобус» (1944—1946) из серии «Автобус в горах».

### Буэнос-Айрес — Москва — Иерусалим, 1948—1955 гг.
В 1948 году Арох вступил в группу художников «Новые горизонты». Однако, поскольку в этом же году он был направлен Еврейским национальным фондом в Буэнос-Айрес, на самом деле, долго не представлял свои работы в группе (до 1952 года). Выставка Ароха, посвящённая сюжетам из жизни библейского персонажа Иосифа, была представлена в 1949 году в галерее «Вио» (Viau) в Буэнос-Айресе.
Отдаление от борьбы художников «Новых горизонтов», приверженцев стиля абстрактной живописи, способствовало принятию Арохом собственного стиля, отражающего его попытку сформулировать новый художественный язык. Позднее, в интервью, Арох объяснил мотивацию к изменению стиля: «Отчаяние привело меня — это было в 1950 году или около того — к выводу, что я не в состоянии создать историю. Поэтому я позволил себе эту миссию. Этот стиль живописи давно выражает попытку отмены реалистической размерности описания в пользу напряженности формального и геометрического описания». Это нашло своё отражение в принятии визуально выразительного стиля живописи со многими встроенными функциями «детскости» или «наивности» искусства, на который повлияли работы таких художников, как Пауль Клее, Хуан Миро и другие.
В 1950 году Арох поступил на службу в Министерство иностранных дел. Он был направлен служить в качестве дипломата в израильском посольстве в Москве. В декабре 1951 года родился сын Ароха, Йонатан Арох. В Москве он возобновил связь со своими родственниками, которые жили в Советском Союзе. Произведения, созданные во время его пребывания в Москве, отражают характер «детсткости» в применяемом им стиле. В его работах этого периода стала заметна тенденция использования габаритных украшений и декоративных элементов живописи. Работа «Собор Василия Блаженного» (1951), например, написана как цветовое условное изображение собора Василия Блаженного. В ней Арох отказался от экспрессионизма и кубизма в пользу условного изображения здания собора, отделённого от реального пространства.
В феврале 1953 года, после разрыва отношений между Советским Союзом и Израилем, Арье Арох вернулся в Израиль. В 1954 году он переехал в Иерусалим на улицу Бальфур, 1. В ноябре 1955 года он представил персональную выставку в доме инвалидов школы «Бецалель» в Иерусалиме, а в декабре — примерно 28 картин масляной живописи в Тель-Авивском музее искусств. Кроме того, в этом же году его картина «Автобус в горах» (1955) получила премию Дизенгофа и была приобретена Тель-Авивским музеем. В 1956 году Арох участвовал в выставке Венецианской биеннале наряду с такими художниками, как Авигдор Стемацкий, Йосель Бергнер и Цви Меирович (куратором израильского павильона был Мордехай Ардон). Его произведения этого периода, такие как «Синагога и образы», «Моше из Сараево» и «Портрет отца художника» (все созданы в 1955 году), отражают особый интерес Ароха к темам еврейства и семьи.

### Старые и новые горизонты, 1959—1966 гг.
В период 1956—1959 гг. Арье Арох служил посолом Израиля в Бразилии. В этот период он редко рисовал. В 1959 году Арох был назначен послом Израиля в Швеции. Пребывание в Стокгольме возродило широкий всплеск его творчества. В период 1962—1960 гг. он создал значительный объём работ, носящих характер, отличный от характера остальных произведений израильской живописи «Новых горизонтов» во всём, что касалось интеграции символических нехудожественных образов.
Одним из стимулов для этого творческого всплеска была экспозиция выставок современного искусства того времени, представленная муниципальным музеем Стокгольма. Среди прочего, в 1962 году Арох посетил выставку художников поп-арта с работами Роберта Раушенберга и Джаспера Джонса. Использование американскими художниками готовых объектов в качестве произведений искусства, абстрактные стили живописи — ташизм и информель (Франция) вдохновили Ароха к интерпретации этих стилей как сочетания образных и символических изображений с абстрактным дизайном, чтобы сформировать новый независимый стиль.
Среди известных работ этого периода серия картин «Цакфер», которую Арох начал создавать в 1961 году. Эти работы основаны на изображении вывески с рисунком сапога, которую Арох помнил с детства. Он создал вариации этого образа, представляющие собой абстрактные формы внутри овальной рамки. В одном из интервью Арох объяснял разработку формы как основы для «конкретной абстракции»: «Форма голенища была разработана как конкретная (в отличие от абстрактной), которая имеет право на существование, и я хотел воплотить абстрактный объект, объект, как это было определено ранее».
В 1963 году Арох вернулся из Стокгольма и поселился в Иерусалиме. Он открыл бизнес совместно с Бертой Урданг, директором компании «Галерея Рина» в Иерусалиме, и представил выставку своих текущих работ. Кроме того, он был назначен начальником Департамента по культурным связям при Министерстве иностранных дел и прослужил в этой должности до своей отставки в 1971 году. Во время одной из деловых поездок в Рим Арох приобрёл набор масляных пастелей фирмы «Панда» и начал создавать большой объём живописных работ в этой технике, некоторые из которых были запечатлены в репродукциях на страницах различных журналов (Гидон Эфрат утверждал, что именно Арох зафиксировал название «Панда» как общее для этих красок). В 1964 году Арье Арох представил 34 картины в израильском павильоне на Венецианской биеннале, некоторые из которых были написаны в технике пастелей «Панды». В 1966 году в галерее «Масда» в Тель-Авиве была представлена выставка, организованная Рафи Лави, из 23 картин, написанных в этой технике.
Другая серия работ, над которой Арох работал в течение 60-х годов была основана на художественном воплощении библейского Сотворения мира, Исхода и образа Моисея со Скрижалями Завета так, как они появляются в иллюстрациях «Сараевской Агады», созданной в XIV веке. В этих произведениях, таких как «Еврейский мотив» (1961), «Молитва, фиолетовая радуга» (1961) или «Сотворение мира, Сараевская Агада» (1966), абстрактные символы представлены в метафизическом значении. «В этих работах, — писал Гидон Эфрат, — Арох соединил израильскую лирическую абстракцию, импортированную из Парижа Зарицким и его друзьями, с еврейской народной памятью и иудаизмом; чтобы соединить новые горизонты со старыми».
В картинах «Улица Агриппас» (1964) и «Верховный комиссар» (1966) Арох создал наиболее значительные интеграции между «конкретными горизонтами» локальной реальности и международной приверженностью к поп-арту. В картине «Улица Агриппас», которая выдержала количество интерпретаций большее, чем все его произведения, Арох интегрировал символы, связанные с периодом его пребывания в школе «Бецалель» в Иерусалиме, подчеркнув подробное описание религиозных и гражданских характеристик авторитета власти. В работе «Верховный комиссар», продолжая практику отображения этих атрибутов, он использовал дополнительные иконографические элементы, основанные на истории западного искусства и предназначенные для применения в гораздо более поздних его работах. Видное место среди них занимает сочетание красного и синего цвета и дублирование изображений.

### Последние годы, 1967—1974 гг.
В период 1967—1970 гг. Арох принимал участие во многих групповых выставках. В 1968 году куратор Йона Фишер организовал выставку из 48 его работ в Музее Израиля. Кроме того, Музей Израиля наградил Ароха престижной премией Сандберга. В 1970 году Арье Арох перенёс операцию по удалению опухоли в толстой кишке. В 1971 году он был удостоен Премии Израиля в области живописи.
В последние годы своей жизни Арох часто обращался к арс поэтике при создании своих художественных произведений. В свете этого подхода он создал художественные вариации по мотивам литературных произведений, например, «Двое» (1968), серию рисунков лодок (1968—1970), по мотивам учения Христиана Рейнгольда и другие, подтвердив этим, что одним из выражений арс поэтики является изображение человеческого характера.
В последний период своей жизни он запланировал два монументальных проекта — гобелен для Дома воина в Афеке и барельеф для библиотеки Еврейского университета. Однако, тяжёлая болезнь не позволила Ароху завершить эти проекты. Он умер 15 октября 1974 года.

## Работы
На протяжении многих лет работы Арье Ароха воспринимались как произведения израильского абстракционизма. Как и на творчество многих представителей «Новых горизонтов», на стиль его ранних работ оказали влияние постимпрессионизм и экспрессионизм «парижской школы». Хотя в его работах образы также подверглись процессу формальной редукции, абстракция в формулировке Иосифа Зарицкого, лидера «Новых горизонтов», была далека от стиля художественных работ Ароха. В своих интервью он всегда стремился подчеркнуть заинтересованность в формализме и формах при создании живописи. Тем не менее, многие из форм и абстрактных образов были результатом «конкретной абстракции» в символическом значении, сохраняющей формы, созданные Арохом.
Техника живописи, разработанная Арохом, в том числе «маранье», гравировка и «нонсенс», с точки зрения рациональной абстрактной живописи, оказала влияние на работы ряда художников, связанных в своём творчестве со стилем «скудости материала», во главе с Рафи Лави.
Начиная с 80-х годов появлялись различные толкования творчества Ароха. Вместо того, чтобы подчеркнуть формальную сторону, искусствоведы начали подчёркивать содержание творчества Ароха, в том числе элементы еврейской традиции. Характер творчества Ароха рассматривался как сочетание локального иудаизма и универсализма. В своей статье «Агриппас против Нимрода» (1988), Сара Брейтберг-Сэмель представила произведения Арье Ароха в качестве новой модели для концепции израильского дизайна. В статье содержится критика восприятия канонической концепции израильского искусства в научной литературе на примере скульптуры «Нимрод» (1939) Ицхака Данцигера, в которой Брейтберг-Сэмель видела исключительно националистический образ. Картина Арье Ароха «Улица Агриппас» была предложена в качестве более достойной альтернативы, соединяющей ценности «еврейские» с ценностями «сионистскими».
Арье Арох, хотя он и был членом «Новых горизонтов», предложил в своих произведениях альтернативу «лирической абстракции». Вместо неформальной абстракции — предложил сосредоточить внимание на форме; вместо объективности — произведения, основанные на личном почерке; вместо профессионализма, поддерживающего метод — использование необычных техник для создания форм; вместо связи с абстрактным французским искусством — использование цитирования для образов, принадлежащих к различным концепциям искусства. Так в его произведениях появились формы детских рисунков — от использования найденных объектов, от традиционных народных образов или тех, которые были связаны с воспоминаниями детства. Творчество Арье Ароха, сочетавшее различные изображения, повлияло на художественное мышление молодых художников своей лишённой пафоса неопределённостью, характеризующей его работы и технику (удаления, гравировки, штрихи). Среди этих художников были Рафи Лави и Авива Ури.

## Образование
- 1924—1926 — Бецалель, Иерусалим
- 1926—1928 — Гимназия «Герцлия», Тель-Авив
- 1934—1935 — академия Коларосси, Париж

## Награды
- 1942 — Премия Дизенгофа в области искусства, живописи и скульптуры, Тель-Авив
- 1955 — Премия Дизенгофа от Тель-Авивского музея
- 1968 — Премия Сандберга, Музей Израиля, Иерусалим
- 1971 — Премия Израиля в области живописи